# Mehran Ghassemi
 (janvier 2012).
Si vous disposez d'ouvrages ou d'articles de référence ou si vous connaissez des sites web de qualité traitant du thème abordé ici, merci de compléter l'article en donnant les références utiles à sa vérifiabilité et en les liant à la section « Notes et références ».
Mehran Ghassemi (8 avril 1977, Shiraz – 9 janvier 2008, Téhéran) est un journaliste iranien.

## Biographie
Il était un expert du programme nucléaire iranien et de la politique étrangère iranienne et publia des centaines d'articles dans les journaux iraniens. Pro-réformiste, il était opposé aux politiques conservatrices de Mahmoud Ahmadinejad.